# Little Eva
Little Eva (eredeti nevén Eva Narcissus Boyd) (Belhaven, Észak-Karolina, 1943. június 29. – Kinston, Észak-Karolina, 2003. április 10.)           amerikai énekesnő. The-Loco-motion című dala 1962-ben több országban is vezette a slágerlistát. (Ez a dal később Kylie Minogue feldolgozásában lett ismert.)

## Nevének eredete
Bár többen azt feltételezik, hogy a névadás a Tamás bátya kunyhója egyik szereplőjére utal, maga az énekesnő mondta el egy interjúban, hogy művésznevét saját családja kezdte használni, egyik nagynénjével való összevetésben.

## Életpályája
Egy 16 (!) gyermekes családban született. Szülővárosából igen fiatal korában költözött a New York-i Brooklynba, ahol – többek között – bébiszitterként dolgozott a Carole King és Gerry Goffin szerzőpárosnál. King és Goffin felismerték a fiatal lány tehetségét és kifejezetten az ő számára írták a The Loco-motion című dalt, amelyet a Dimension Records 1962-ben hatalmas sikerrel dobott piacra: a szám első helyre került az amerikai slágerlistákon. A lemezből több mint 1 millió példányt adtak el.

## Diszkográfiája

### Lemeztársaságok
- Dimension Records
- Collectables Records
- Amy Records
- Verve Records
- Spring
- Malibu

### Stúdióalbumok
- Loco-motion (1962)
- Swinging on a star (1963)

### Válogatásalbumok
- The best of Little Eva (1988)
- Greatest hits (1991)
- Loco-motion (1996)
- Little Eva! (1997)

## Kislemezek
| Év   | Szám címe                             | Helyezés a listákon | Helyezés a listákon | Helyezés a listákon |
| Év   | Szám címe                             | US                  | US R&B              | UK                  |
| ---- | ------------------------------------- | ------------------- | ------------------- | ------------------- |
| 1962 | The Loco-Motion                       | 1                   | 1                   | 2                   |
| 1962 | Keep Your Hands Off My Baby           | 12                  | 6                   | 30                  |
| 1963 | Let's Turkey Trot                     | 20                  | 16                  | 13                  |
| 1963 | Swinging on a Star                    | 38                  | —                   | 7                   |
| 1963 | Old Smokey Loco-Motion                | 48                  | —                   | —                   |
| 1963 | What I Gotta Do (To Make You Jealous) | 101                 | —                   | —                   |
| 1963 | Let's Start the Party Again           | 123                 | —                   | —                   |
| 1970 | Mama Said[A]                          | —                   | —                   | —                   |
| 1972 | Loco-Motion                           | —                   | —                   | 11                  |
| 1973 | Loco-Motion                           | —                   | —                   | —                   |
| 1986 | Loco-Motion                           | —                   | —                   | 87                  |

## További információ
- Little Eva az Internet Movie Database-ben (angolul)